# West Jefferson (Carolina del Nord)
West Jefferson és una població dels Estats Units a l'estat de Carolina del Nord. Segons el cens del 2000 tenia 1.081 habitants.

## Demografia
Segons el cens del 2000, West Jefferson tenia 1.081 habitants, 527 habitatges i 290 famílies. La densitat de població era de 238,5 habitants per km².
Dels 527 habitatges en un 22,2% hi vivien nens de menys de 18 anys, en un 40,4% hi vivien parelles casades, en un 11% dones solteres, i en un 44,8% no eren unitats familiars. En el 41,4% dels habitatges hi vivien persones soles el 19,7% de les quals corresponia a persones de 65 anys o més que vivien soles. El nombre mitjà de persones vivint en cada habitatge era de 2,02 i el nombre mitjà de persones que vivien en cada família era de 2,69.
Per edats la població es repartia de la següent manera: un 19,3% tenia menys de 18 anys, un 8,8% entre 18 i 24, un 25,2% entre 25 i 44, un 23,5% de 45 a 60 i un 23,2% 65 anys o més.
L'edat mediana era de 43 anys. Per cada 100 dones de 18 o més anys hi havia 84 homes.
La renda mediana per habitatge era de 24.479 $ i la renda mediana per família de 35.000 $. Els homes tenien una renda mediana de 22.800 $ mentre que les dones 18.819 $. La renda per capita de la població era de 19.799 $. Entorn de l'11,2% de les famílies i el 18,9% de la població estaven per davall del llindar de pobresa.

## Poblacions més properes
El següent diagrama mostra les poblacions més properes.